# JABA中・四国クラブ野球選手権大会
JABA中・四国クラブ野球選手権大会（じゃばちゅう・しこくクラブやきゅうせんしゅけんたいかい）は、2010年から毎年開催されている中国・四国地方の硬式野球クラブチームの野球大会である。
2010年度から2014年度までは、リーグ戦による中・四国クラブ野球リーグを開催していた。

## 概要・経歴

### リーグ時代
日本選手権大会規定の変更でクラブチームは9月の同選手権地区予選に出場できなくなり、大半のチームが都市対抗予選が開催される6月以降の公式戦の機会を失った。それを補うため、中国と四国のクラブチームが自主的に集まり、両地区連盟がサポートする形で新リーグを設立した。
2010年3月9日、中四国の硬式野球クラブ12チームが試合数の増加とレベル向上を目的に中四国クラブ野球リーグの発足を発表。同日、日本野球連盟中国地区連盟理事会で承認された。リーグ実行委員会代表には、照下耕治（当時鳥取キタロウズ部長）が就任した。
リーグは、勝ち点（ポイント）制で順位が決まる。規定は毎年微妙に変わっており、初年度は総当たり戦だったが、後にチームを2、3のグループに分けてリーグ戦を行い、それぞれの上位チームが決勝トーナメント（リーグ）を戦い、優勝が決まるようになっていた。2012年度から2014年度まで、決勝トーナメント（リーグ）が福山市長旗杯争奪大会を兼ねていた。また、優勝チームは、西日本クラブリーグチャンピオン決定戦に出場することができた（全2回で終了）。

### 現在
2015年度から、トーナメントによるJABA中・四国クラブ野球選手権大会に変更された。2015年度のみ敗者戦が行われた。
第6回（2020年度）は、岡山・島根、広島、山口、四国の4つのブロック予選を実施し、勝ち上がった4チームによる決勝トーナメントが行われる。

## 参加チーム
- 島根県
  - MJG島根（2011年度 - ）
- 岡山県
  - 倉敷ピーチジャックス（2010年度 - ）
  - ショウワコーポレーション[注釈 1]（2010年度 - ）
- 広島県
  - MSH医療専門学校[注釈 2]（2010年度 - ）
  - 広島鯉城クラブ（2010年度 - ）
  - 福山ローズファイターズ（2016年度 - ）
  - 三原ヤッサベースボールクラブ（2019年度 - ）
- 山口県
  - 山口防府ベースボールクラブ[注釈 3]（2010年度 - ）
  - 航空自衛隊防府クラブ（2010年度 - ）
  - 海上自衛隊岩国クラブ（2010年度 - ）
  - 岩国五橋クラブ（2010年度 - 2018年度、2020年度 - ）
- 徳島県
  - 徳島野球倶楽部（2010年度 - ）
  - 徳島アストロズ（2019年度 - ）
- 愛媛県
  - 松山フェニックス（2010年度 - ）

### かつて参加していたチーム
- アークバリアドリームクラブ（香川県、2010年度 - 2012年度）
- 日本ウェルネススポーツ専門学校広島校（広島県、2012年度 - 2013年度）
- 鳥取Pear Kings[注釈 4]（鳥取県、2010年度 - 2015年度）
- WEED BASEBALL CLUB（岡山県、2011年度 - 2015年度）

## 歴代優勝チーム

### 中・四国クラブ野球リーグ
| 年度     | チーム数 | 優勝                                 | 準優勝                     | 備考 |
| -------- | -------- | ------------------------------------ | -------------------------- | ---- |
| 2010年度 | 12       | 倉敷ピーチジャックス（初優勝）       | 鳥取キタロウズ             |      |
| 2011年度 | 14       | MSH塩見（初優勝）                    | 倉敷ピーチジャックス       |      |
| 2012年度 | 15       | MJG島根（初優勝）                    | MSH医療専門学校            |      |
| 2013年度 | 13       | 山口防府ベースボールクラブ（初優勝） | MJG島根                    |      |
| 2014年度 | 13       | 倉敷ピーチジャックス（4年ぶり2回目） | 山口防府ベースボールクラブ |      |

### JABA中・四国クラブ野球選手権大会
| 回（年度）        | チーム数 | 優勝                                   | 決勝スコア | 準優勝                     | 備考     |
| ----------------- | -------- | -------------------------------------- | ---------- | -------------------------- | -------- |
| 第1回（2015年度） | 13       | MJG島根（初優勝）                      | 14 - 7     | 山口防府ベースボールクラブ |          |
| 第2回（2016年度） | 12       | 松山フェニックス（初優勝）             | 6 - 1      | 福山ローズファイターズ     |          |
| 第3回（2017年度） | 12       | 松山フェニックス（2年連続2回目）       | 5 - 3      | ショウワコーポレーション   |          |
| 第4回（2018年度） | 12       | 福山ローズファイターズ（初優勝）       | 9 - 3      | ショウワコーポレーション   |          |
| 第5回（2019年度） | 13       | 航空自衛隊防府クラブ（初優勝）         | 3 - 0      | ショウワコーポレーション   |          |
| 第6回（2020年度） | 13       | 福山ローズファイターズ（2年ぶり2回目） | 4 - 2      | 松山フェニックス           |          |
| 第7回（2021年度） | 12       | 松山フェニックス（5年ぶり3回目）       | 4 - 2      | 福山ローズファイターズ     | 延長11回 |
| 第8回（2022年度） | 11       | 松山フェニックス（2年連続4回目）       | 4 - 2      | 倉敷ピーチジャックス       |          |